# Jan Wojciech Krzyszczak
Jan Wojciech Krzyszczak (ur. 29 lipca 1942 w Jakubowicach Konińskich, zm. 22 albo 23 grudnia 2024) – polski aktor teatralny i filmowy, założyciel oraz dyrektor Teatru Kameralnego w Lublinie. Absolwent Studium Teatralnego MKiS w Warszawie. Pracował między innymi w Teatrze im. Juliusza Osterwy w Gorzowie Wielkopolskim, Teatrze Dramatycznym im. Aleksandra Węgierki w Białymstoku, oraz w Teatrze Współczesnym we Wrocławiu. W latach 1977–1983, 1988–1992 oraz od 1993 roku związany z Teatrem im. J. Osterwy w Lublinie. Prywatnie mąż Wiesławy Krzyszczak oraz ojciec Beaty Krzyszczak.

## Życiorys

### Edukacja
Syn Stanisława i Heleny Krzyszczak. Jego ojciec był podoficerem Wojska Polskiego, podczas II wojny światowej brał udział w kampanii wrześniowej, a w trakcie okupacji służył w Batalionach Chłopskich i AK. Matka zajmowała się rodziną i gospodarstwem domowym. Podczas nauki w Technikum Chemicznym nr 1 w Lublinie Jan Krzyszczak brał udział w przedstawieniu „Uczone Białogłowy” jako Hryzal w reżyserii aktorki Teatru im. Juliusza Osterwy w Lublinie Danieli Zborowskiej. Następnie ukończył Studium Nauczycielskie nr 2 w Lublinie na Wydziale Wychowania Muzycznego i Śpiewu. W roku 1972 zdał egzamin na aktora estrady, a w 1976 zdał egzamin eksternistyczny dla aktorów dramatu.

## Teatr

### Teatr Jednego Aktora
W 1968 roku podjął współpracę z Wojewódzką Agencją Artystyczną „Estrada” poprzez działalność Teatru Jednego Aktora, którego był założycielem oraz reżyserem i aktorem. W czasie działalności Teatru Jednego Aktora powstały następujące monodramy:
- „Chryzostoma Bulwiecia podróż do Ciemnogrodu” wg Konstantego Ildefonsa Gałczyńskiego;
- „Rozkosze kultury” wg Michaiła Zoszczenki;
- „Stary” wg Juliana Kawalca, 1971 – nagroda za monodram na OSATIA w Zgorzelcu;
- „Obrona Sokratesa” wg Kostassa Varnalisa, 1972 – OSATIA – Zgorzelec nagroda Grand Prix oraz Nagroda Dziennikarzy na VII OFTJA we Wrocławiu;
- „Kyrelejson” wg Edwarda Redlińskiego, 1973 – II nagroda na VIII OFJTA we Wrocławiu;
- „Dzieje Lejzorka Rojtszwańca” wg Ilii Erenburga, 1974 – równorzędna nagroda jury na IX OFTJA we Wrocławiu;
- „Powrót gefrajtra Müllera”.

### Prywatny Teatr Kameralny (1992–2020)
Teatr Kameralny był prywatnym teatrem zawodowym z siedzibą w Domu Kultury LSM w Lublinie. Założycielem, reżyserem oraz jego dyrektorem był Jan Wojciech Krzyszczak. Teatr skupiał się na sztukach adresowanych głównie do młodzieży, jak również do widzów dorosłych. Zakończył swoją działalność w 2020 roku. Większość ze spektakli reżyserował dyrektor teatru. Gościnnie sztuki reżyserowali też m.in. Andrzej Żarnecki, Włodzimierz Fełenczak i Paweł Łysak. Scenografie do spektakli przygotowywali: Teresa Targońska, Liliana Jankowska, Ireneusz Salwa oraz Andrzej Żarnecki. Do większości przedstawień Teatru Kameralnego muzykę tworzył aktor Tomek Kobiela. Z Teatrem Kameralnym, współpracowali najczęściej aktorzy – Jolanta Rychłowska, Andrzej Żarnecki, Nina Skołuba-Uryga, Zbigniew Sztejman, Barbara Wronowska, Monika Babicka, Szymon Sędrowski, Łukasz Król, Tomasz Kobiela, Andrzej Redosz, Tomasz Bielawiec, Witold Kopeć, Artur Kocięcki, Andrzej Golejewski, Henryk Gońda, Jadwiga Jarmuł, Marek Fabian, a także Krystyna Szydłowska, Jan Krzysiak, Andrzej Sikora, Paweł Wrona, Magorzata Rapa, Patrycjusz Sokołowski, Irena Chodziakiewicz, Piotr Johanuk, Krzysztof Rogucki, Mirosław Majewski, Luiza Tabaczewska, Małgorzata Stróżek, Agnieszka Krukówna. Obsługę techniczną światła i dźwięku zapewniał Krzysztof Duński.
W trakcie działalności Teatru Kameralnego widzowie mogli oglądać m.in. następujące spektakle:
- „Śluby panieńskie” A.Fredro w reż. Andrzeja Żarneckiego;
- „Zemsta” A. Fredry w reż. Andrzeja Żarneckiego;
- „Świętoszek” Moliera w reż. Andrzeja Żarneckiego;
- „Śmieszny staruszek” Tadeusza Różewicza w reż. Jana Krzyszczaka;
- „Raj Eskimosów (Audiencja trzecia)” wg Bogusława Schaeffera opracowanie tekstu i reżyseria Jan Krzyszczak;
- „Ania z Zielonego Wzgórza” Lucy Maud Montgomery w reż. Jana Krzyszczaka;
- „Szatan z siódmej klasy” Kornela Makuszyńskiego w reż. Jana Krzyszczaka;
- „Romanca” Jacka Chmielnika w reż. Jana Krzyszczaka;
- „Emigranci” Sławomira Mrożka w reż. Pawła Łysaka;
- „Odprawa posłów greckich” Jana Kochanowskiego w reż. Jana Krzyszczaka;
- „Moralność Pani Dulskiej” Gabrieli Zapolskiej w reż. Andrzeja Żarneckiego;
- „Zapiski więzienne Stefana Wyszyńskiego” w reż. Jana Krzyszczaka;
- „Edukacja Rity” Williego Russela opracowanie tekstu Jan Krzyszczak.

### Działalność artystyczna w teatrach stacjonarnych
Podczas pracy w Teatrze im. Juliusza Osterwy w Gorzowie Wielkopolskim (1974–1977) zagrał m.in. w „Emigrantach” Sławomira Mrożka w reż. Agnieszki Holland jako XX, jako Żyd w „Dewajtis” w reżyserii Andrzeja Rozhina, w przedstawieniu „Rozstanie w czerwcu” Aleksandra Wampilowa (główna rola męska), „Wesele u drobnomieszczan” aut. Bertol Brecht w reż. Piotra Sowińskiego rola: Pan Młody, „Akt przerywany” T. Różewicza w reż. Z. Cybulski rola autor i inne.
Od 1976 roku do 1978 roku Jan Krzyszczak pracował w Teatrze Dramatycznym im. Aleksandra Węgierki w Białymstoku. Do jego ważniejszych ról można zaliczyć Aleksandra w sztuce „Odprawa posłów greckich” Jana Kochanowskiego w reż. Andrzeja Witkowskiego, Pustaka w sztuce Fircyk w Zalotach Franciszka Zabłockiego w reż. Zbigniewa Besserta oraz rolę III urzędnika w Owcy Stanisława Stratijewa w reż. Wandy Laskowskiej oraz w „Emgirantach” Sławomira Mrożka w reż. Jerzego Zegalskiego. Od 1984 do 1987 występował we Wrocławskim Teatrze Współczesnym, w latach 1992–1993 w Teatrze Muzycznym w Lublinie. Krzyszczak najdłużej jako aktor związany był z Teatrem im. Juliusza Osterwy w Lublinie (1978–1983, 1988–1992 oraz od 1993), gdzie debiutował tam rolą Horacego w „Hamlecie” Williama Shakespeare’a.
Podczas pracy w teatrach stacjonarnych Jan Wojciech Krzyszczak zagrał w następujących spektaklach:
| Tytuł sztuki                                      | Rola                             | Autor sztuki     | Reżyser sztuki         | Teatr:                                                   |
| ------------------------------------------------- | -------------------------------- | ---------------- | ---------------------- | -------------------------------------------------------- |
| Ja, Majakowski. Łaźnia Włodzimierza Majakowskiego | Prezes Związku                   | W. Majakowski    | Andrzej Rozhin         | Teatr im. Juliusza Osterwy w Gorzowie Wielkopolskim      |
| Emigranci                                         | XX                               | S. Mrożek        | Agnieszka Holland      | Teatr im. Juliusza Osterwy w Gorzowie Wielkopolskim      |
| Balladyna                                         | Kanclerz                         | J. Słowacki      | Lech Hellwig-Górzyński | Teatr im. Juliusza Osterwy w Gorzowie Wielkopolskim      |
| Rozstanie w czerwcu                               | Kolesow                          | A. Wampiłow      | A. Rozhin              | Teatr im. Juliusza Osterwy w Gorzowie Wielkopolskim      |
| Akt przerywany                                    | Autor                            | T. Różewicz      | Bohdan Cybulski        | Teatr im. Juliusza Osterwy w Gorzowie Wielkopolskim      |
| Wesele u drobnomieszczan                          | Pan Młody                        | B. Brecht        | Piotr Sowiński         | Teatr im. Juliusza Osterwy w Gorzowie Wielkopolskim      |
| Ćwiczenia z Fredry                                | Cześnik, Pudel, Papkin           | A. Fredro        | Krzysztof Rotnicki     | Teatr im. Juliusza Osterwy w Gorzowie Wielkopolskim      |
| Przebudzenie wiosny                               | Jan Maciej Karol Wścieklica      | S. I. Witkiewicz | Bohdan Cybulski        | Teatr im. Juliusza Osterwy w Gorzowie Wielkopolskim      |
| Protokół z pewnego zebrania partyjnego            | Brygadzista Potapow              | A. Gelman        | Andrzej Rozhin         | Teatr im. Juliusza Osterwy w Gorzowie Wielkopolskim      |
| Owca                                              | Urzędnik III                     | S. Stratijew     | Wanda Laskowska        | Teatr Dramatyczny im. Aleksandra Węgierki w Białymstoku  |
| Odprawa posłów greckich                           | Aleksander                       | J. Kochanowski   | Andrzej Witkowski      | Teatr Dramatyczny im. Aleksandra Węgierki w Białymstoku  |
| Fircyk w Zalotach                                 | Pustak                           | F. Zabłocki      | Zbigniew Bessert       | Teatr Dramatyczny im. Aleksandra Węgierki w Białymstoku  |
| Emigranci                                         |                                  | S. Mrożek        | Jerzy Zegalski         | Teatr Dramatyczny im. Aleksandra Węgierki w Białymstoku  |
| Operetka                                          | Generał                          | W. Gombrowicz    | Józef Gruda            | Teatr im. Juliusza Osterwy w Lublinie                    |
| Żegnaj Judaszu                                    | Jan                              | I. Iredyński     | Janusz Ostrowski       | Teatr im. Juliusza Osterwy w Lublinie                    |
| W czepku urodzona                                 | Bronek                           | Z.Skowroński     | Józef Słotwiński       | Teatr im. Juliusza Osterwy w Lublinie                    |
| Pastorałka                                        | Adam                             | L. Schiller      | Barbara Fijewska       | Teatr im. Juliusza Osterwy w Lublinie                    |
| Śmierć komiwojażera                               | Biff                             | A. Miller        | Jerzy Hoffman          | Teatr im. Juliusza Osterwy w Lublinie                    |
| Odprawa posłów greckich                           | Menelaus                         | J. Kochanowski   | Jerzy Rakowiecki       | Teatr im. Juliusza Osterwy w Lublinie                    |
| Cyd                                               | Don Arias                        | S. Wyspiański    | Ignacy Gogolewski      | Teatr im. Juliusza Osterwy w Lublinie                    |
| Mątwa, czyli hyrkaniczny światopogląd             | Hyrkan IV                        | S. I. Witkiewicz | Roman Kruczkowski      | Teatr im. Juliusza Osterwy w Lublinie                    |
| Iwanow                                            | Michał Borkin                    | A. Czechow       | Ignacy Gogolewski      | Teatr im. Juliusza Osterwy w Lublinie                    |
| Pamiętnik pana Paska                              | Marcin Jasiński                  | J. Chryzostom    | Jerzy Rakowiecki       | Teatr im. Juliusza Osterwy w Lublinie                    |
| Pierwszy dzień wolności                           | Michał                           | L. Kruczkowski   | Ignacy Gogolewski      | Teatr im. Juliusza Osterwy w Lublinie                    |
| Madame Sans-Gene                                  | gen. Lefebre                     | V. Sardou        | Józef Słotwiński       | Teatr im. Juliusza Osterwy w Lublinie                    |
| Ambasador                                         | Pełnomocnik/namiestnik           | S. Mrożek        | Tadeusz Nowakowski     | Teatr im. Juliusza Osterwy w Lublinie                    |
| Szewcy                                            | Hiper – robociarz                | I. Witkiewicz    | Wowo Bielicki          | Teatr im. Juliusza Osterwy w Lublinie                    |
| Z tyłu                                            | Frederick Fellows                | M. Frayn         | Grzegorz Warchoł       | Teatr Współczesny im. Edmunda Wiercińskiego we Wrocławiu |
| Zezowate szczęście                                | Zdzisław Pasionka                | J. S. Stawiński  | Zdzisław Pasionka      | Teatr Współczesny im. Edmunda Wiercińskiego we Wrocławiu |
| Ławeczka Gellmana                                 | Alosza                           | A. Gellman       |                        | Teatr Współczesny im. Edmunda Wiercińskiego we Wrocławiu |
| Sztukmistrz z Lublina                             | Bolek oraz obsada Chasydów       | I B. Singer      | Jan Szurmiej           | Teatr Współczesny im. Edmunda Wiercińskiego we Wrocławiu |
| Jak tu cicho o świcie                             | Dowódca oddziału                 | N. Erdman        |                        | Teatr im. Juliusza Osterwy w Lublinie                    |
| Gałązka rozmarynu                                 | Porucznik Wilk                   | Z. Nowakowski    | Roman Kordziński       | Teatr im. Juliusza Osterwy w Lublinie                    |
| Portret                                           | Bartodziej oraz J. Stalin        | S. Mrożek        | Jacek Andrucki         | Teatr im. Juliusza Osterwy w Lublinie                    |
| Brudne ręce                                       | Heder                            | J.P. Sartre      | Jacek Gierczak         | Teatr im. Juliusza Osterwy w Lublinie                    |
| Momo                                              | Beppo                            | M. Ende          | Włodzimierz Fełenczak  | Teatr im. Juliusza Osterwy w Lublinie                    |
| Iwona, księżniczka Burgunda                       | Król Ignacy                      | W. Gombrowicz    | Andrzej Rozhin         | Teatr im. Juliusza Osterwy w Lublinie                    |
| Farsa o śmierci, czyli wędrówki mistrza Kościeja  | Purpelniuch                      | M. Ghelderode    | Andrzej Rozhin         | Teatr im. Juliusza Osterwy w Lublinie                    |
| Sztukmistrz z Lublina                             | Bejrysz Wysoker, Chasyd          | I. Bashevis      | Jan Szurmiej           | Teatr im. Juliusza Osterwy w Lublinie                    |
| Damy i huzary                                     | Rotmistrz                        | A. Fredro        | Cezary Karpiński       | Teatr im. Juliusza Osterwy w Lublinie                    |
| Czupurek                                          | Kogut                            | B. Hertz         | Tomasz Grochoczyński   | Teatr im. Juliusza Osterwy w Lublinie                    |
| Jak się kochają w niższych sferach                | Frank Foster                     | A. Ayckbourn     | Tomasz Grochoczyński   | Teatr im. Juliusza Osterwy w Lublinie                    |
| Sen nocy letniej                                  | Ojciec Hermii – Egeusz           | W. Shakespeare   | Romana Próchnicka      | Teatr im. Juliusza Osterwy w Lublinie                    |
| Noc listopadowa                                   | Lubowidzki,Lelewel               | S. Wyspiański    | Andrzej Żarnecki       | Teatr im. Juliusza Osterwy w Lublinie                    |
| Antygona                                          | Posłaniec                        | Sofokles         | Anna Chodakowska       | Teatr im. Juliusza Osterwy w Lublinie                    |
| Balladyna                                         | Pustelnik, Popiel III wygnany    | J. Słowacki      | Paweł Łysak            | Teatr im. Juliusza Osterwy w Lublinie                    |
| Mieszczanin szlachcicem                           | Nauczyciel muzyki                | Moliere          | Cezary Karpiński       | Teatr im. Juliusza Osterwy w Lublinie                    |
| Wieczór Trzech Króli lub co chcecie               | Pierwszy oficer                  | W. Shakespeare   | Cezary Karpiński       | Teatr im. Juliusza Osterwy w Lublinie                    |
| Rozmowy z katem                                   | Gustaw Schielke                  | K. Moczarski     | Zbigniew Sztejman      | Teatr im. Juliusza Osterwy w Lublinie                    |
| Dom otwarty                                       | Ciuciumkieiwcz                   | M. Bałucki       | Bogdan Baer            | Teatr im. Juliusza Osterwy w Lublinie                    |
| Ślub                                              | Kanclerz                         | W. Gombrowicz    | Marcel Kochańczyk      | Teatr im. Juliusza Osterwy w Lublinie                    |
| Trzej muszkieterowie                              | De Treville                      | A. Dumas         | Tomasz Grochoczyński   | Teatr im. Juliusza Osterwy w Lublinie                    |
| Kordian                                           | Spiskowiec                       | J. Słowacki      | Marcel Kochańczyk      | Teatr im. Juliusza Osterwy w Lublinie                    |
| Pieszo                                            | Ojciec                           | S. Mrożek        | Marcel Kochańczyk      | Teatr im. Juliusza Osterwy w Lublinie                    |
| Diabelskie nasienie                               | Filip Kuljan                     | I. Brešan        | Krzysztof Babicki      | Teatr im. Juliusza Osterwy w Lublinie                    |
| Damy i huzary                                     | Rotmistrz                        | A. Fredro        | Edward Wojtaszek       | Teatr im. Juliusza Osterwy w Lublinie                    |
| Dziady                                            | Jenerał, Gubernator, Widmo       | A. Mickiewicz    | Krzysztof Babicki      | Teatr im. Juliusza Osterwy w Lublinie                    |
| Rewizor                                           | Kupiec                           | M. Gogol         | Edward Wojtaszek       | Teatr im. Juliusza Osterwy w Lublinie                    |
| Poskromienie złośnicy                             | Kapelusznik                      | W. Shakespeare   | Bogdan Tosza           | Teatr im. Juliusza Osterwy w Lublinie                    |
| Piękna Lucynda                                    | Faworski                         | M. Hemar         | Eugeniusz Korin        | Teatr im. Juliusza Osterwy w Lublinie                    |
| Romeo i Julia                                     | Montecchi                        | W. Shakespeare   | Bogdan Tosza           | Teatr im. Juliusza Osterwy w Lublinie                    |
| Operetka                                          | Generał                          | W. Gombrowicz    | Krzysztof Babicki      | Teatr im. Juliusza Osterwy w Lublinie                    |
| Europa? Mikrodramaty                              | Ojciec                           | P. Esterhazy     | Tadeusz Bradecki       | Teatr im. Juliusza Osterwy w Lublinie                    |
| Don Juan                                          | Don Luis                         | Molière          | Edward Wojtaszek       | Teatr im. Juliusza Osterwy w Lublinie                    |
| Szkarłatna wyspa                                  | Negr                             | M. Bułhakow      | Krzysztof Babicki      | Teatr im. Juliusza Osterwy w Lublinie                    |
| Polityka                                          | Szpakowski                       | W. Perzyński     | Eugeniusz Korin        | Teatr im. Juliusza Osterwy w Lublinie                    |
| Hamlet                                            | Król                             | W. Shakespeare   | Krzysztof Babicki      | Teatr im. Juliusza Osterwy w Lublinie                    |
| Opowieści o zwyczajnym szaleństwie                | Gość z przyjęcia                 | P. Zelenka       | Krzysztof Babicki      | Teatr im. Juliusza Osterwy w Lublinie                    |
| Żołnierz królowej Madagaskaru                     | Nikifor                          | J. Tuwim         | Tadeusz Bradecki       | Teatr im. Juliusza Osterwy w Lublinie                    |
| Dożywocie                                         | Recepcjonista                    | A. Fredro        | Bogdan Ciosek          | Teatr im. Juliusza Osterwy w Lublinie                    |
| Wesele                                            | Ojciec                           | S. Wyspiański    | Krzysztof Babicki      | Teatr im. Juliusza Osterwy w Lublinie                    |
| Opowieści Lasku Wiedeńskiego                      | Rotmistrz                        | O. Horváth       | Bogdan Tosza           | Teatr im. Juliusza Osterwy w Lublinie                    |
| Niewolnice z Pipidówki                            | Członek orkiestry miejskiej      | M. Bałucki       | Krzysztof Babicki      | Teatr im. Juliusza Osterwy w Lublinie                    |
| Idiota                                            | Afanasij Tocki                   | F. Dostojewski   | Krzysztof Babicki      | Teatr im. Juliusza Osterwy w Lublinie                    |
| Sarmacja                                          | Konfederata IV, poseł Rogaliński | P. Huelle        | Krzysztof Babicki      | Teatr im. Juliusza Osterwy w Lublinie                    |
| Widnokrąg                                         | Ojciec                           | W. Myśliwski     | Bogdan Tosza           | Teatr im. Juliusza Osterwy w Lublinie                    |
| Noc wielkiego sezonu                              | Subiekt stary                    | B. Schulz        | Krzysztof Babicki      | Teatr im. Juliusza Osterwy w Lublinie                    |
| Wiele hałasu o nic                                | Antonio                          | W. Shakespeare   | Tadeusz Bradecki       | Teatr im. Juliusza Osterwy w Lublinie                    |
| Zamknęły się oczy Ziemi                           | Pułkownik                        | P. Huelle        | Krzysztof Babicki      | Teatr im. Juliusza Osterwy w Lublinie                    |
| Kupiec wenecki                                    | Stary Gobbo                      | W. Shakespeare   | Paweł Łysak            | Teatr im. Juliusza Osterwy w Lublinie                    |
| Pan Tadeusz, czyli Ostatni zajazd na Litwie       | Protazy, Skołuba, Ryków          | A. Mickiewicz    | Mikołaj Grabowski      | Teatr im. Juliusza Osterwy w Lublinie                    |
| Czego nie widać                                   | Selsdon Mowbray                  | M. Frayn         | Marcin Sławiński       | Teatr im. Juliusza Osterwy w Lublinie                    |

## Filmografia
- 2019: „Tę rodzinę trzeba wytępić!” – August Hlond[7];
- 2017: „Błękitna Armia” – gen. Louis Archinard[7];
- 2007: „Generał polskich nadziei... Władysław Anders” – gen. Antoni Chruściel[7];
- 2006: „Plebania” – urzędnik USC (odc. 697)[7];
- 2002: „Chopin. Pragnienie miłości” – rola epizodyczna[7];
- 1988: „Na kłopoty Bednarski” – funkcjonariusz[7];
- 1987: „Pusta klatka” – dyrektor ogrodu zoo[7];
- 1980: „Od Bugu do Wisły” – oficer SS[7];
- 1979: „Tajemnica Enigmy” – oficer SS[7].

## Działalność społeczna
Działacz okresu Solidarności (medal XXV - lecia Solidarności za działalność w związku), współzałożyciel NSZZ Solidarność w teatrze im. Juliusza Osterwy w Lublinie. Dwukrotnie wybierany na przewodniczącego komisji zakładowej NSZZ Solidarność przy Teatrze im. J. Osterwy w Lublinie. Członek komisji kultury NSZZ Solidarność w Lublinie. Jan Wojciech Krzyszczak jest wieloletnim działaczem Związku Artystów Scen Polskich (ZASP), przewodniczącym zarządu oddziału Związku Artystów Scen Polskich – Stowarzyszenie w Lublinie od 2017 roku.

## Medale
- Złoty Krzyż Zasługi[15];
- Srebrny Medal „Zasłużony Kulturze Gloria Artis”[13];
- Brązowy Medal „Zasłużony Kulturze Gloria Artis”[13];
- Medal 700-lecia miasta Lublin za działalność Teatru Kameralnego w Lublinie[16];
- Zasłużony dla miasta Lublin[17];
- Odznaka Honorowa „Zasłużony dla Województwa Lubelskiego”[18];
- Medal prezydenta miasta Lublina[19].

## Nagrody
- 1972: VII OFTJA – Nagroda Dziennikarzy za spektakl „Obrona Sokratesa”[5];
- 1973: VIII OFTJA – II nagroda za spektakl „Kyrelejson”[5];
- 1974: IX OFTJA – nagroda za monodram „Dzieje Lejzorka” wg Ilii Erenburga[5];
- 1976: XI OPZTMF – wyróżnienie za wykonanie monodramu „Odwrót gefrajtra Mullera” Fritza Hoffmanna w Teatrze im. Juliusza Osterwy w Gorzowie Wielkopolskim
- 1992: Nagroda wojewody lubelskiego[5];
- 1995: nagroda prezydenta miasta Lublina z okazji Międzynarodowego Dnia Teatru[5][7].